# Strade provinciali della città metropolitana di Bari
Questo è un elenco parziale delle strade provinciali e delle strade statali declassate presenti sul territorio della città metropolitana di Bari (ex provincia di Bari) e gestite dalla stessa. Le strade provinciali sono organizzate in due compartimenti: viabilità 1 e viabilità 2.

## SP 1 - SP 20
| Numero | Denominazione                                                   | Percorso                                                                       | Km     |
| ------ | --------------------------------------------------------------- | ------------------------------------------------------------------------------ | ------ |
| SP 1   | Dal P.L. Bari - Modugno all'incrocio con la SS 96 dopo Toritto  | Bari - Modugno - Toritto                                                       | 7,640  |
| SP 2   | Dal bivio prima di Sovereto al bivio dopo Corato                | Sovereto - Corato                                                              | 6,970  |
| SP 7   | Capodacqua I                                                    |                                                                                | ?      |
| SP 8   | Strada di bonifica 27                                           |                                                                                | ?      |
| SP 9   | Poggiorsini - Strada di bonifica 27                             |                                                                                | 6,666  |
| SP 10  | Sant'Angelo - Poggiorsini                                       |                                                                                | 9,826  |
| SP 11  | Altamura-Selva                                                  | SS 96 presso Altamura - Selva - Incrocio con la SP 27                          | 7,275  |
| SP 15  | Gioia verso Laterza                                             | SP 104 svincolo Vallata - Confine con la provincia di Taranto (innesto SP 20)  | 8,522  |
| SP 16  | Adelfia - Cassano delle Murge                                   | Adelfia - Cassano delle Murge                                                  | 13,765 |
| SP 17  | Grumo Appula - Sannicandro di Bari                              | Grumo Appula - Sannicandro di Bari                                             | 8,340  |
| SP 18  | Altamura - Foresta di Mercadante                                | SS 96 (presso Altamura) - Innesto SP 145 presso località Foresta di Mercadante | 12,620 |
| SP 19  | Corato - San Magno                                              | Corato - San Magno verso Poggiorsini                                           | 19,252 |
| SP 20  | Acquaviva delle Fonti alla Gioia del Colle - Santeramo in Colle | Acquaviva delle Fonti - SP 235                                                 | 10,274 |

## SP 21 - SP 40
| Numero | Denominazione                                                   | Percorso                                                                                             | Km     |
| ------ | --------------------------------------------------------------- | --- | ------ |
| SP 21  | Adelfia - Bitritto                                              | Adelfia - Bitritto                                                                                   | 3,890  |
| SP 22  | Ruvo di Puglia - Palombaio                                      | Ruvo di Puglia - Palombaio                                                                           | 10,405 |
| SP 23  | Molfetta - Corato                                               | Zona Industriale di Molfetta - Corato                                                                | 14,595 |
| SP 26  | Lamacolma                                                       | Bivio con la SS 96 - Confine con la provincia di Potenza                                             | 14,653 |
| SP 27  | Tarantina                                                       | Bivio con la SP 235 - Gravina in Puglia                                                              | 17,400 |
| SP 28  | Appia                                                           | Bivio con la SS 99 - SP 41 nei pressi di Altamura                                                    | 5,695  |
| SP 29  | Gioia del Colle alla contrada Marzagaglia                       | Gioia del Colle - Confine con la provincia di Taranto (innesto SP 22)                                | 9,486  |
| SP 31  | dalla Cassano delle Murge - Mellitto alla foresta di Mercadante | Bivio con la SP 97 nei pressi di Cassano delle Murge - SP 145 nei pressi della foresta di Mercadante | 3,648  |
| SP 32  | Castellana Grotte -Turi                                         | Castellana Grotte - Turi                                                                             | 10,485 |
| SP 33  | Rutigliano alla SP 240                                          | Rutigliano - SP 240                                                                                  | 0,926  |
| SP 34  | Noci verso Martina Franca                                       | Noci - Confine con la provincia di Taranto (innesto SP 55)                                           | 5,610  |
| SP 35  | Raccordo Ruvo di Puglia - Altamura e Corato - Gravina in Puglia | SP 151 - SP 238                                                                                      | 10,040 |
| SP 36  | Raccordo Mariotto - Mellitto a Ruvo di Puglia - Altamura        | SP 89 - SP 151                                                                                       | 6,100  |
| SP 37  | Raccordo tra la SP 101 e la SP 240 "Torre di Castiglione"       | SP 101 - SP 240                                                                                      | 5,351  |
| SP 39  | Stazione di Poggiorsini alla SP 238                             | Poggiorsini - SP 238                                                                                 | 15,423 |

## SP 41 - SP 60
| Numero    | Denominazione                                                 | Percorso                                                           | Km     |
| --------- | ------------------------------------------------------------- | ------------------------------------------------------------------ | ------ |
| SP 41     | Altamura verso Laterza (1º tratto)                            | Altamura - Confine con la provincia di Taranto                     | 12,960 |
| SP 42     | Adelfia - Casamassima                                         | Adelfia - Casamassima                                              | 4,690  |
| SP 44     | Binetto - Palo del Colle                                      | Binetto - Innesto SS 96 nei pressi di Palo del Colle               | 2,525  |
| SP 45     | Bitritto - Loseto - Valenzano                                 | Bitritto - Loseto - Valenzano                                      | 2,845  |
| SP 48     | Acquaviva delle Fonti - Cassano delle Murge                   | Acquaviva delle Fonti - Cassano delle Murge                        | 4,500  |
| SP 49     | Ceglie del Campo alla Bari - Valenzano                        | Ceglie del Campo - Bivio per la SP 80                              | 0,390  |
| SP 50     | Conversano - Cozze                                            | Conversano - Cozze                                                 | 5,992  |
| SP 51     | Gioia del Colle alla Santeramo in Colle verso Laterza         | Gioia del Colle - innesto SP 140 - SP 185                          | 15,986 |
| SP 52     | Gravina in Puglia - Sant'Angelo - Dolcecanto - Canalecchie    | Gravina in Puglia - bivio SP 8 - innesto SP 10                     | 17,330 |
| SP 53     | Gravina in Puglia verso Matera                                | Gravina in Puglia - Confine con la provincia di Matera             | 10,560 |
| SP 54A    | Modugno - Palese (direzione Palese)                           | Modugno - Palese Macchie                                           | 4,930  |
| SP 54B    | Modugno - Palese (direzione Modugno)                          | Palese Macchie - Modugno                                           | 4,930  |
| SP 55     | Molfetta - Bitonto                                            | Molfetta - Bitonto                                                 | 10,503 |
| SP 56     | Molfetta - Ruvo di Puglia                                     | Molfetta - Ruvo di Puglia                                          | 11,390 |
| SP 57     | Noicattaro - Torre a Mare                                     | Noicattaro - Torre a Mare                                          | 5,015  |
| SP 58     | Putignano - Sammichele di Bari                                | Putignano - Sammichele di Bari                                     | 13,748 |
| SP 58dirA | SP Putignano - Sammichele di Bari dir. A                      | Putignano - Sammichele di Bari                                     | 0,860  |
| SP 60     | Triggiano - Ponte San Giorgio - SS 16 (direzione San Giorgio) | Triggiano - San Giorgio - innesti alla strada statale 16 Adriatica | 3,245  |
| SP 60     | Triggiano - Ponte San Giorgio - SS 16 (direzione Triggiano)   | Triggiano - San Giorgio - innesti alla strada statale 16 Adriatica | 3,245  |
| SP 60     | Triggiano - Ponte San Giorgio - SS 16 (complanari)            | Triggiano - San Giorgio - innesti alla strada statale 16 Adriatica | 2,111  |
| SP 60     | Triggiano - Ponte San Giorgio - SS 16 (rampe)                 | Triggiano - San Giorgio - innesti alla strada statale 16 Adriatica | 3,153  |

## SP 61 - SP 80
| Numero | Denominazione                        | Percorso                         | Km     |
| ------ | ------------------------------------ | -------------------------------- | ------ |
| SP 61  | Turi-Gioia 1º e 2º tratto            | Turi-gioia del Colle             | 12,785 |
| SP 62  | Valenzano-Pacifico                   | Valenzano - Contrada pacifico    | 3,565  |
| SP 63  | Ruvo-Calendano                       | Ruvo - Calendano                 | 6,115  |
| SP 65  | Casamassima-Conversano               | Casamassima-Conversano           | 13,780 |
| SP 66  | Mola alla Rutigliano-Conversano      | Mola di Bari - alla SP 240       | 6,660  |
| SP 67  | Bitetto - Bitritto                   | Bitetto-Bitritto                 | 5,515  |
| SP 68  | Palo alla Mariotto-Mellitto          | Palo - alla SP 89                | 14,689 |
| SP 69  | Palo-Palombaio                       | Palo - Palombaio                 | 5,890  |
| SP 70  | Ceglie-Adelfia                       | Ceglie - Adelfia                 | 6,007  |
| SP 71  | Cassano - Grumo                      | Cassano-Grumo                    | 12,880 |
| SP 72  | Toritto-Quasano                      | Toritto-Quasano                  | 8,790  |
| SP 73  | Bari-Aeroporto di Palese             | Bari (SS 96)-Aeroporto di Palese | 1,710  |
| SP 74  | Capurso-Valenzano                    | Capurso - Valenzano              | 1,505  |
| SP 75  | Acquaviva-Casamassima                | Acquaviva-Casamassima            | 7,126  |
| SP 76  | Acquaviva - Sannicandro              | Acquaviva - Sannicandro di Bari  | 10,639 |
| SP 77  | Alberobello Verso Fasano "Correggia" | Alberobello-Fasano "Correggia"   | 1,395  |
| SP 78  | Alberobello-Mottola                  | Alberobello - Mottola            | 3,245  |
| SP 79  | Altamura - Cassano delle Murge       | Altamura - Cassano delle Murge   |        |
| SP 80  | Bari-Valenzano                       | Bari - Valenzano                 | 3,900  |

## SP 81 - SP 100
| Numero | Denominazione                                     | Percorso                                                                         | Km     |
| ------ | ------------------------------------------------- | -------------------------------------------------------------------------------- | ------ |
| SP 81  | Barsento -Cavallerizza -Laureto "canale di pirro" | Bivio SS 172 - Confine Provincia di Brindisi                                     | 9,250  |
| SP 82  | Acquaviva-Gioia                                   | Acquaviva-Gioia                                                                  | 9,925  |
| SP 83  | Adelfia-Acquaviva                                 | Adelfia-Acquaviva                                                                | 10,150 |
| SP 84  | Adelfia-Rutigliano                                | Adelfia-Rutigliano                                                               | 9,460  |
| SP 85  | Bisceglie alla Ruvo-Corato                        | Bisceglie - alla SP 2                                                            | 10,710 |
| SP 86  | Bisceglie-Ruvo di Puglia                          | Bisceglie-Ruvo di Puglia                                                         | 12,035 |
| SP 87  | Bitetto - Palo                                    | Bitetto - Palo                                                                   | 3,330  |
| SP 88  | Bitonto-Giovinazzo                                | Bitonto - Giovinazzo                                                             | 6,350  |
| SP 89  | Bitonto-Mariotto-Mellitto                         | Bitonto - Palombaio - Mariotto - svincolo per Quasano - Mellitto - innesto Sp 97 | 25,830 |
| SP 90  | Bitetto - Sannicandro                             | Bitetto - Sannicandro                                                            | 5,944  |
| SP 91  | Bitonto-S.Spirito                                 | Bitonto-S.Spirito                                                                | 5,964  |
| SP 92  | Bitritto - Modugno                                | Bitritto - Modugno                                                               | 4,863  |
| SP 94  | Casamassima-Noicattaro                            | Casamassima-Noicattaro                                                           | 7,330  |
| SP 95  | Casamassima alla Adelfia-Acquaviva                | Casamassima - alla SP 83                                                         | 4,460  |
| SP 96  | Castellana-Cavallerizza                           | Castellana - alla SP 113                                                         | 7,310  |
| SP 97  | Cassano - Mellitto                                | Cassano - Mellitto                                                               | 10,443 |
| SP 98  | Cellamare alla s.s. 100                           | Cellamare - bivio S.S. 100                                                       | 1,270  |
| SP 99  | Cellamare alla Casamassima-Noicattaro             | Cellamare - alla SP 94                                                           | 3,393  |

## SP 101 - SP 120
| Numero | Denominazione                         | Percorso                                         | Km     |
| ------ | ------------------------------------- | ------------------------------------------------ | ------ |
| SP 101 | Conversano-Putignano                  | Conversano-Putignano                             | 10,410 |
| SP 102 | Conversano-Turi                       | Conversano-Turi                                  | 7,400  |
| SP 103 | Corato alla Sovereto-Castel del Monte | Corato - alla SP 234 (Sovereto-Castel del Monte) | 8,130  |
| SP 104 | Gioia verso Castellaneta              | Gioia - Confine provincia di Taranto             | 9,575  |
| SP 106 | Gioia-Putignano                       | Gioia-Putignano                                  | 18,940 |
| SP 107 | Giovinazzo-Terlizzi                   | Giovinazzo-Terlizzi                              | 12,685 |
| SP 108 | Terlizzi-Mariotto                     | Terlizzi-Mariotto                                | 7,330  |
| SP 110 | Modugno - Carbonara                   | Modugno - Carbonara                              | 3,685  |
| SP 111 | Mola-Rutigliano                       | Mola-Rutigliano                                  | 6,159  |
| SP 112 | Molfetta -Terlizzi                    | Molfetta -Terlizzi                               | 6,415  |
| SP 113 | Monopoli-Alberobello                  | Monopoli-Alberobello                             | 18,381 |
| SP 114 | Monopoli-Conversano                   | Monopoli-Conversano                              | 13,392 |
| SP 116 | Noci verso Castellaneta               | Noci - Confine provincia di Taranto              | 12,075 |
| SP 117 | Noicattaro alla Mola-Rutigliano       | Noicattaro - alla SP 111                         | 5,425  |
| SP 119 | Palo - Bitonto                        | Palo - Bitonto                                   | 3,254  |
| SP 120 | Polignano-Castellana                  | Polignano-Castellana                             | 10,863 |

## SP 121 - SP 140
| Numero | Denominazione                      | Percorso                                    | Km     |
| ------ | ---------------------------------- | ------------------------------------------- | ------ |
| SP 121 | Polignano-Conversano               | Polignano-Conversano                        | 6,652  |
| SP 122 | Rutigliano-Turi                    | Rutigliano-Turi                             | 8,540  |
| SP 125 | Acquaviva-Sammichele               | Acquaviva-Sammichele                        | 6,500  |
| SP 126 | Adelfia - Sannicandro              | Adelfia - Sannicandro                       | 4,411  |
| SP 127 | Acquaviva - Santeramo              | Acquaviva - Santeramo                       | 12,685 |
| SP 128 | Santeramo verso Laterza            | Santeramo - Confine provincia di Taranto    | 8,220  |
| SP 129 | Bivio Tagliamento -Antonelli       | Bivio SP 237 - SP 146 (Antonelli)           | 2,933  |
| SP 131 | Triggiano alla Capurso-Noicattaro  | Triggiano - alla SP 217                     | 3,138  |
| SP 132 | Turi alla Putignano-Sammichele     | Turi - alla SP 58                           | 4,328  |
| SP 133 | Valenzano-Adelfia                  | Valenzano-Adelfia                           | 3,015  |
| SP 134 | Locorotondo verso Cisternino       | Locorotondo - Confine provincia di Brindisi | 4,361  |
| SP 137 | Gravina bivio Parisi               | Gravina - bivio SP 238                      | 6,537  |
| SP 139 | Acquaviva alla Gioia-Putignano     | Dalla SP 82 - svincolo SS 100 - alla SP 106 | 11,158 |
| SP 140 | Altamura verso Laterza - 2º tratto | Altamura - Confine provincia di Taranto     | 8,825  |

## SP 141 - SP 160
| Numero | Denominazione                                              | Percorso                                                | Km     |
| ------ | ---------------------------------------------------------- | ------------------------------------------------------- | ------ |
| SP 144 | Carbonara bivio Triggiano                                  | Carbonara - bivio S.S. 100                              | 3,215  |
| SP 145 | Cassano - Mercadante                                       | Cassano - Mercadante                                    | 6,245  |
| SP 146 | Castellana-Selva di Fasano                                 | Castellana - Selva di Fasano                            | 15,536 |
| SP 150 | Accesso al Pulo di Molfetta                                | Dalla SP 56 al Pulo di Molfetta                         | 0,428  |
| SP 151 | Ruvo di Puglia - Altamura e traversa Parisi                | Ruvo - Altamura - innesto SP238                         | 33,425 |
| SP 156 | Bitonto-Aeroporto di Palese                                | Bitonto - Aeroporto di Palese                           | 6,670  |
| SP 157 | Altamura - Quasano                                         | Altamura (Santuario Madonna del Buon Cammino) - Quasano | 10,766 |
| SP 158 | Gravina verso Matera Annunziatella                         | Gravina - Confine provincia di Matera                   | 6,790  |
| SP 159 | Gravina - S. Giovanni-innesto s.s. 96                      | Gravina - innesto S.S. 96                               | 27,005 |
| SP 160 | Santeramo alla Altamura verso Laterza (Via Alessandriello) | Santeramo - alla SP 41                                  | 9,064  |

## SP 161 - SP 180
| Numero | Denominazione                                                                            | Percorso                                 | Km     |
| ------ | ---------------------------------------------------------------------------------------- | ---------------------------------------- | ------ |
| SP 161 | Noci-Barsento alla S.S. 172                                                              | Noci - bivio alla S.S. 172               | 7,710  |
| SP 162 | Locorotondo per S. Marco alla provinciale Alberobello - Canale di Pirro                  | Locorotondo - alla SP 77                 | 7,523  |
| SP 163 | Capitolo - Confine brindisi                                                              | Capitolo - Confine provincia di Brindisi | 2,922  |
| SP 165 | Mola-Conversano per Villa Pepe                                                           | Mola - Conversano                        | 9,666  |
| SP 166 | Conversano –San Vito                                                                     | Conversano – San Vito                    | 7,549  |
| SP 167 | Modugno - Sannicandro                                                                    | Modugno - Sannicandro                    | 8,780  |
| SP 169 | Raccordo Gioia verso Laterza alla s.p. 235 (ex s.s.171)                                  | Dalla SP 15 alla SP 235                  | 8,774  |
| SP 170 | Raccordo Acquaviva - Santeramo alla Acquaviva - Cassano                                  | Dalla SP 127 alla SP 48                  | 2,066  |
| SP 172 | Racc. prov. le Mariotto-Mellitto e la s.p. 234 (ex s.s. 170)                             | Dalla SP 89 alla SP 234                  | 7,054  |
| SP 173 | Dalla Altamura - Foresta Mercadante alla s.s. 96                                         | Dalla SP 18 alla SS 96                   | 3,315  |
| SP 174 | Raccordo tra s.p.234 (ex s.s.179) e la s.p.231 (ex s.s.98)                               | Dalla SP 234 alla SP 231                 | 21,910 |
| SP 175 | Dalla s.s. 96 al Pulo di Altamura                                                        | Dalla SS 96 al Pulo di Altamura          | 3,823  |
| SP 176 | Raccordo Altamura verso Matera (2º tratto) alla s.p. 236 (ex ss 271) - Masseria Viglione | Dalla SP 140 alla SP 236                 | 6,656  |
| SP 177 | Sgarrone                                                                                 | Dalla SP 235 alla SP 160                 | 5,775  |
| SP 178 | Acquaviva alla Circonvallazione di Sannicandro                                           | Acquaviva - SP 236 - alla SP 17          | 13,885 |
| SP 179 | Casamassima - Rutigliano                                                                 | Casamassima - Rutigliano                 | 7,020  |
| SP 180 | Palo alla prov. le palo – Mariotto - Mellitto                                            | Palo - alla SP 68                        | 6,160  |

## SP 181 - SP 200
| Numero | Denominazione                                                                   | Percorso                              | Km     |
| ------ | ------------------------------------------------------------------------------- | ------------------------------------- | ------ |
| SP 181 | Canosa alla s.p. 231 (ex s.s.98)                                                | Canosa - alla SP 231                  | 10,786 |
| SP 182 | Dalla s.s. 93 alla s.p. Barletta-s.p. 231 (ex s.s.98)                           | Dalla SS 96 - alla SP 12              | 6,865  |
| SP 183 | Bari alla Adelfia-Bitritto                                                      | Bari - alla SP 21                     | 1,635  |
| SP 184 | Bitetto - Cassano                                                               | Bitetto - Cassano                     | 15,115 |
| SP 185 | Raccordo gioia verso Laterza/Gioia verso Matera                                 | Raccordo SP 15 - alla SP 51           | 3,266  |
| SP 186 | Raccordo tra la s.p. 239 (ex s.s. 604) e la s.p. 237 (ex s.s. 377) 1º-2º tratto | Raccordo SP 239 - alla SP 237         | 3,770  |
| SP 187 | Raccordo tra la s.p. 113 alla s.p. 146                                          | Raccordo SP 113 - alla SP 146         | 2,454  |
| SP 190 | Raccordo s.p.230 (ex s.s. 97) con la provinciale Lamacolma                      | Raccordo SP 230 - alla SP 26          | 6,814  |
| SP 191 | Turi alla s.p.58                                                                | Turi - SP 58                          | 7,306  |
| SP 193 | Strada di Bonifica "Damarosa"                                                   | Gravina bivio con la SS 96 - SP 53    | 19,974 |
| SP 200 | Capodacqua II                                                                   | Poggiorsini - Confine provincia di BT | 4,163  |

## SP 201 - SP 220
| Numero     | Denominazione                                        | Percorso | Km     |
| ---------- | ---------------------------------------------------- | --- | ------ |
| SP 201     | Selva                                                | Gravina - contrada Selva innesto nella SP 53 confine provincia di Matera                                         | 7,910  |
| SP 202     | Murge di gravina                                     | Raccordo SP 230 - bivio alla SP 137- innesto alla SP 157                                                         | 12,410 |
| SP 203     | Spinalba- Rizzi                                      | Bivio con la SS 96 in agro di Gravina - innesto SP 26                                                            | 9,521  |
| SP 205     | Circonvallazione di Acquaviva                        | Circonvallazione di Acquaviva (bivio SP 83, incroci con SP 76, SP 178, SP 48, SP 127, SP 20, innesto SP 82)      | 4,532  |
| SP 205 bis | Raccordo tra la s.p. 82 e la s.p. 125                | Bivio SP 82 - innesto SP 125                                                                                     | 1,670  |
| SP 206     | Circonvallazione di Bitetto                          | Circonvallazione di Bitetto (bivio SP 1, incroci con SP 87, SP 1, innesto SP 90)                                 | 5,075  |
| SP 207     | Circonvallazione di Adelfia                          | Circonvallazione di Adelfia (bivio SP 133, incroci con SP 84, SP 42, SP 83, SP 16, SP 126, SP 21, innesto SP 70) | 4,490  |
| SP 210     | Perimetrale Aeroporto di Palese                      | Aeroporto di Palese                                                                                              | 5,070  |
| SP 211     | Noci verso Massafra                                  | Noci - Confine provincia di Taranto                                                                              | 8,680  |
| SP 212     | Raccordo Capitolo alla s.p. 146                      | Raccordo Capitolo - SP 146                                                                                       | 9,481  |
| SP 214     | Variante esterna dell'abitato di Triggiano e Capurso | Bivio SP 131 - innesto SP 240                                                                                    | 1,704  |
| SP 215     | Circonvallazione di Turi                             | Circonvallazione di Turi (bivio SS 172, incroci con SP 191, SP 61, SP 132, innesto SS 172)                       | 4,500  |
| SP 216     | Lamie d'olimpia                                      | Bivio SS 172 dir - Confine provincia di Brindisi                                                                 | 4,755  |
| SP 217     | Noicattaro alla s.p. 240 (ex s.s. 634)               | Noicattaro - innesto SP 240                                                                                      | 2,140  |
| SP 218     | Poligonale di Bitonto                                | Innesto SP 231 Bitonto - Contrada pozzo cupo Bitonto                                                             | 12,070 |
| SP 220     | Circonvallazione di Palo del Colle                   | Circonvallazione di Palo del Colle (bivio SP 87, svincolo Palo del Colle SS 96, innesto SP 119)                  | 2,053  |

## SP 221 - SP 240
| Numero     | Denominazione                                              | Percorso | Km     |
| ---------- | ---------------------------------------------------------- | --- | ------ |
| SP 224     | Raccordo tra la SS 96 e la SP 1                            | Raccordo tra la SS 96 e la SP 1 | 2,122  |
| SP 225     | Raccordo tra la SP 162 e la SS 172                         | Raccordo tra la SP 162 e la SS 172 | 2,548  |
| SP 226     | Raccordo tra la SP 134 e la SP 216                         | Raccordo tra la SP 134 e la SP 216 | 3,290  |
| SP 227     | Tratto sotteso tra San Marco di Basso e San Marco di Sopra | Bivio SP 162 - Bivio SP 162 | 1,050  |
| SP 228     | Circonvallazione di Grumo Appula                           | Circonvallazione di Grumo Appula (Bivio SP 1, incroci con SP 228 dir, innesto SP 1)                                                              | 1,848  |
| SP 228 dir | Circonvallazione di Grumo Appula dir                       | Bivio SP 228 - Innesto SS 96 | 1,715  |
| SP 229     | Circonvallazione di Santeramo in Colle                     | Circonvallazione di Santeramo in Colle (Bivio SP 235, incroci con SP 128, bivio SP 236)                                                          | 2,325  |
| SP 230     | delle Murge (ex SS 97)                                     | Gravina in Puglia - Confine con la provincia di Barletta-Andria-Trani                                                                            | 2,325  |
| SP 231     | Andriese-Coratina (ex SS 98)                               | Innesto con la SS 96 a Modugno - Bitonto - Terlizzi - Ruvo di Puglia - Corato - Confine con la provincia di Barletta-Andria-Trani (innesto SP 2) | 38,594 |
| SP 234     | di Castel del Monte (ex SS 170)                            | Innesto con la SP 231 presso Ruvo di Puglia - confine con la provincia di Barletta-Andria-Trani (innesto SP 8)                                   | 14,857 |
| SP 235     | di Santeramo (ex SS 171)                                   | Innesto con la SS 96 ad Altamura - Santeramo in Colle - Gioia del Colle (Innesto con la SP 106)                                                  | 27,240 |
| SP 236     | di Cassano (ex SS 271)                                     | Innesto SS 16 a Bari - Bitritto - Sannicandro di Bari - Cassano delle Murge - Santeramo in Colle - Confine con la provincia di Matera            | 30,380 |
| SP 237     | delle Grotte (ex SS 377)                                   | Innesto SS 16 a Monopoli - Castellana Grotte - Putignano - Noci - confine con la provincia di Taranto                                            | 30,380 |
| SP 238     | di Altamura (ex SS 378)                                    | Confine con la provincia di Barletta-Andria-Trani - Corato - Parisi - innesto con la SS 96 ad Altamura                                           | 46,406 |
| SP 238dirA | di Altamura dir. A                                         | | 1,405  |
| SP 239     | di Alberobello (ex SS 604)                                 | Innesto con la SS 100 a Gioia del Colle - Noci - Alberobello                                                                                     | 23,750 |
| SP 240     | delle Grotte Orientali (ex SS 634)                         | Innesto con la SS 100 a Triggiano - Capurso - Noicattaro - Rutigliano - Innesto con la SP 237 a Castellana Grotte                                | 29,475 |

## Fonte
- Sito ufficiale, su cittametropolitana.ba.it.